# Grote Prijs Raf Jonckheere 2017
De 67e editie van de Belgische wielerwedstrijd Grote Prijs Raf Jonckheere werd verreden op 24 juli 2017. De start en finish vonden plaats in Westrozebeke. De winnaar was Dieter Bouvry, gevolgd door Nicolas Vereecken en Jonas Rickaert.

## Uitslag
| Grote Prijs Raf Jonckheere 2017 |                   |                                  |            |
| Plaats                          | Naam              | Ploeg                            | Tijd       |
| Winnaar                         | Dieter Bouvry     | Pauwels Sauzen-Vastgoedservice   | 3u 43' 03" |
| 2                               | Nicolas Vereecken | Roubaix Lille Métropole          | 9"         |
| 3                               | Jonas Rickaert    | Sport Vlaanderen-Baloise         | z.t.       |
| 4                               | Michael Cools     | Tarteletto-Isorex                | z.t.       |
| 5                               | Alexander Geuens  | Pauwels Sauzen-Vastgoedservice   | z.t.       |
| 6                               | Brecht Dhaene     | Pauwels Sauzen-Vastgoedservice   | z.t.       |
| 7                               | Audun Fløtten     | Uno-X Norwegian Development Team | z.t.       |
| 8                               | Ylber Sefa        | Asfra Racing Team Oudenaarde     | 55"        |
| 9                               | Torstein Træen    | Uno-X Norwegian Development Team | 1' 10"     |
| 10                              | Stijn Steels      | Sport Vlaanderen-Baloise         | z.t.       |

1951 · 1952 · 1953 · 1954 · 1955 · 1956 · 1957 · 1958 · 1959 · 1960 · 1961 · 1962 · 1963 · 1964 · 1965 · 1966 · 1967 · 1968 · 1969 · 1970 · 1971 · 1972 · 1973 · 1974 · 1975 · 1976 · 1977 · 1978 · 1979 · 1980 · 1981 · 1982 · 1983 · 1984 · 1985 · 1986 · 1987 · 1988 · 1989 · 1990 · 1991 · 1992 · 1993 · 1994 · 1995 · 1996 · 1997 · 1998 · 1999 · 2000 · 2001 · 2002 · 2003 · 2004 · 2005 · 2006 · 2007 · 2008 · 2009 · 2010 · 2011 · 2012 · 2013 · 2014 · 2015 · 2016 · 2017 · 2018 · 2019 · 2020 · 2021 · 2022